# Marmură de Paros

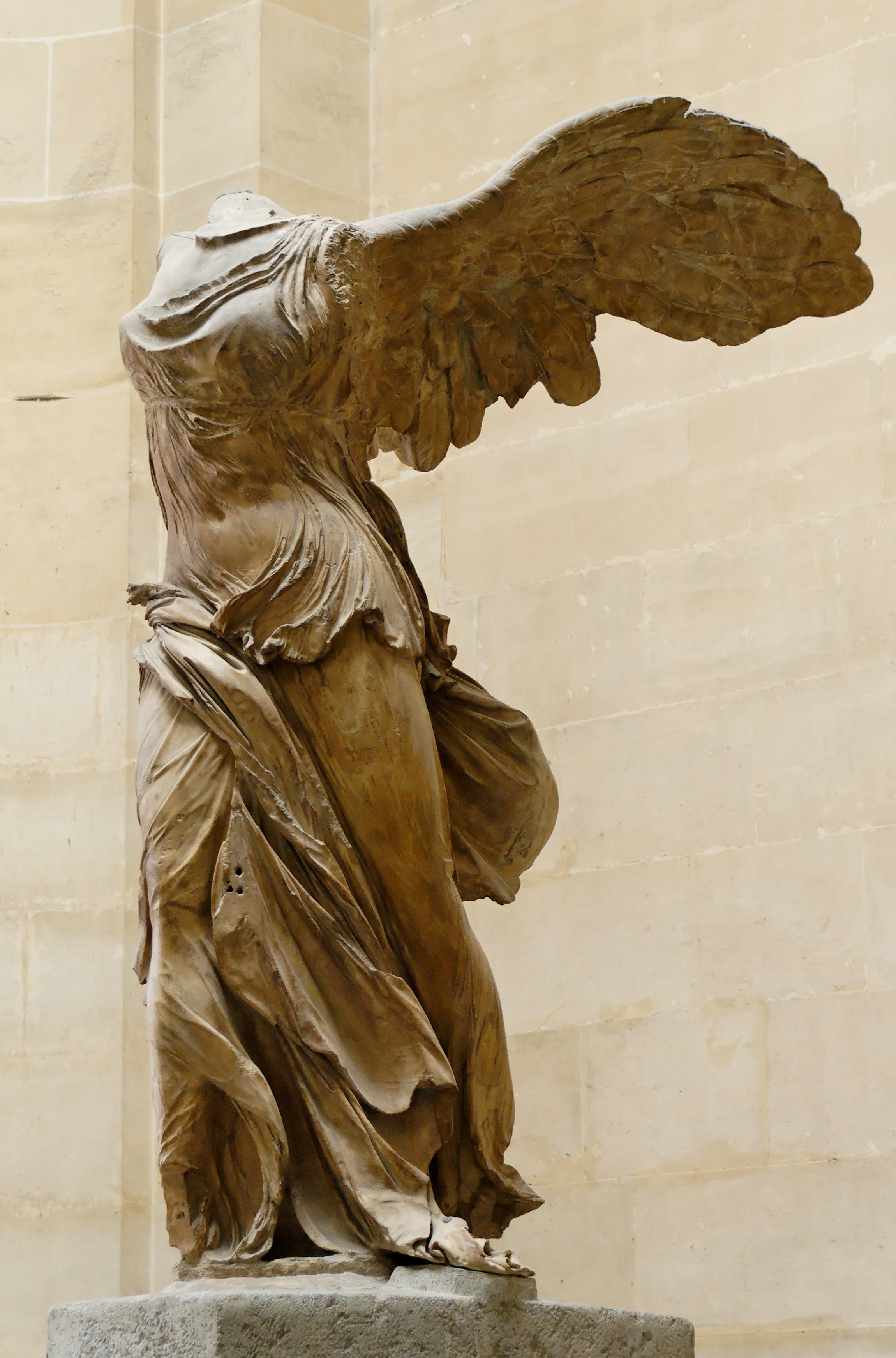
Nike din Samothrace este realizată din marmură de Paros (c. 220-190 î.Hr.)

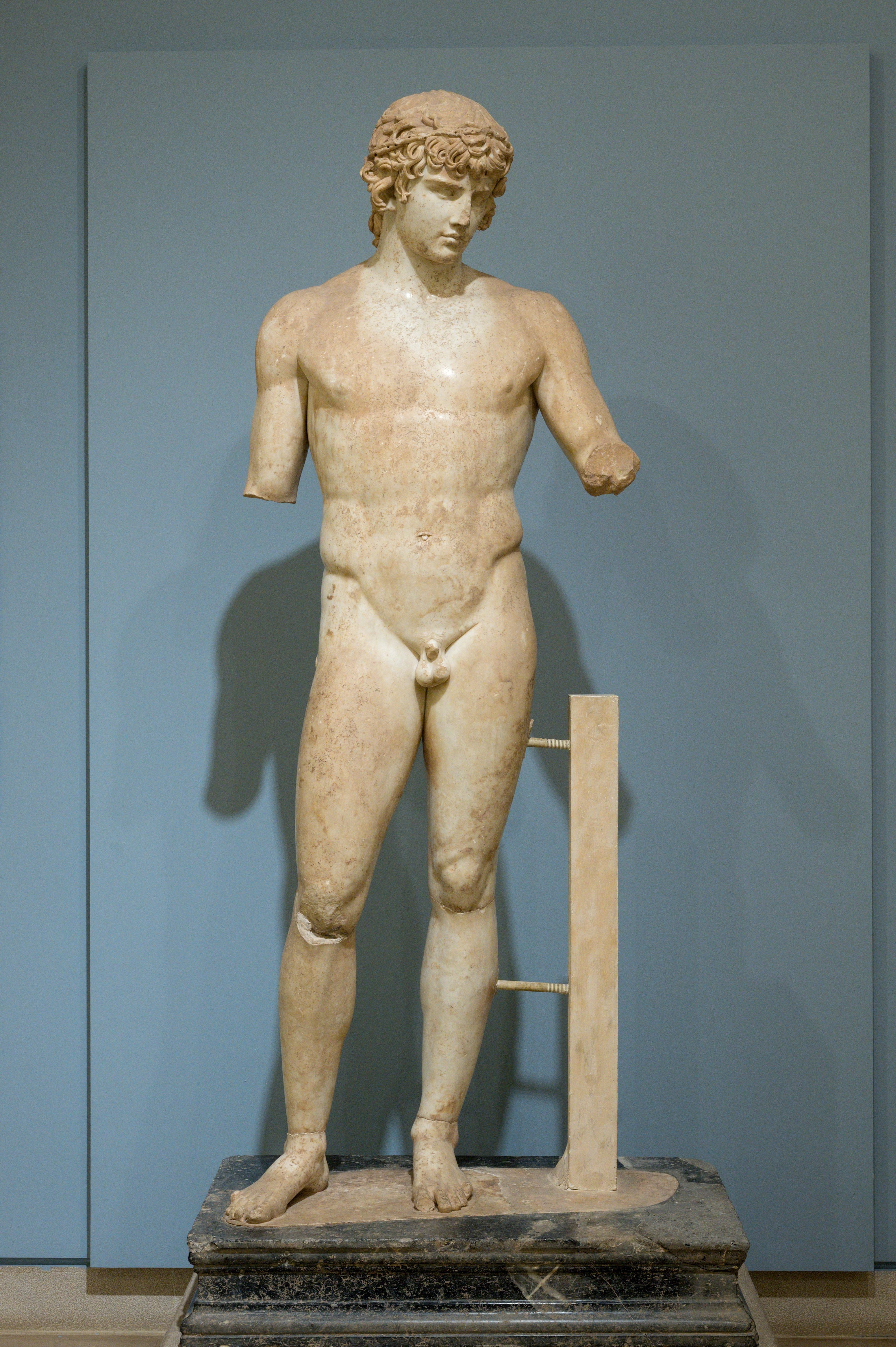
Statuia lui Antinous (Delfi) din marmură policromă de Paros, realizată în timpul domniei lui Hadrian (r. 117-138 AD)

Marmura de Paros este o marmură perfect albă, semitranslucidă și fără defecte, cu granulație fină, excavată în epoca clasică de pe insula grecească Paros din Marea Egee.
Ea a fost extrem de apreciată de vechii greci ca material pentru sculpturi. Unele dintre cele mai mari capodopere ale sculpturii antice grecești au fost sculptate de marmură de Paros, inclusiv Venus de' Medici și Victoria înaripată din Samothrace.
Carierele originale, care au fost folosite începând din secolul al VI-lea î.Hr., încă pot fi văzute în partea de nord a insulei, pe pantele piscurilor sale centrale. Principala rivală a marmurii de Paros în antichitate a fost marmura pentelică, care este, de asemenea, perfect albă, deși cu o nuanță ușor gălbuie uniformă, ceea ce-i conferă o tentă aurie în lumina soarelui. Marmura italiană de Carrara este, de asemenea, perfect albă, dar cu o nuanță ușor gri uniformă. Marmura de Paros este exploatată astăzi mai ales pe insula Naxos, vecină cu insula Paros, în munții din apropierea satului Kinidaros.
Ceramica de Paros este un substitut artificial pentru marmură, fiind inițial un nume de brand pentru o varietate de porțelan bisque neemailat, inventat în 1842 în Anglia. Acesta este folosit mai degrabă la realizarea unor busturi și figurine mici turnate după mulaje decât la realizarea unor sculpturi.

## Monumente notabile din marmură de Paros
- Venus de' Medici
- Nike din Samothrace
- Statuia lui Augustus de la Prima Porta
- Hermes și Dionysos copil
- Plăcile de pe acoperișul Partenonului
- Mormântul lui Napoleon I